# Plutino
Plutino je čezneptunsko nebesno telo iz Kuiperjevega pasu, ki je v 2:3 orbitalni resonanci z Neptunom (to pomeni, da telo naredi dva obhoda okrog Sonca v času, ko naredi Neptun tri). Ime plutino se uporablja za telesa, ki imajo orbitalno resonanco 2:3, in ne velja za kakšnokoli drugo fizično značilnost nebesnega telesa. V to skupino teles spada tudi sam Pluton, ki je ujet z isto resonanco.
Plutini tvorijo četrtino notranjega dela Kuiperjevega pasu. Verjetno so prvotno imeli plutini neodvisni tir okrog Sonca. Pozneje pa jih je ujel Neptun v resonačno tir. Gravitacijski vpliv Plutona je zanemarljiv.
Največji plutini so Pluton, 90482 Ork, 28978 Iksion, 38083 Radamant in 38628 Huja.

## Značilnosti tira
Večina plutinov ima majhen naklon tira (10-25° ) in izsrednostjo od 0,2 do 0,25. Prisončje imajo znotraj ali blizu Neptunovega tira, njihovo odsončje je na zunanjem robu Kuiperjevega pasu (kjer imajo telesa orbitalno resonance 1: 2 z Neptunom).
Plutini imajo obhodne dobe približno 247,3 let (kar je 1,5-kratna obhodna doba Neptuna).
Zanimivi plutini so:
- 2005 TV189 ima tirnico z največjim naklonom (34.5°)
- 2005 GE187 ima tirnico z največjo izsrednostjo ( 0,33), prisončje ima na polovici razdalje med Uranom in Neptunom, odsončje pa ima v notranjosti področja razpršenih teles Kuiperjevega pasu.
- (119951) 2002 KX14 ima skoraj krožno tirnico z izsrednostjo samo 0,04, leži pa v ravnini ekliptike (naklon tirnice manj kot 0,5 °).